# فهد بن عبد الله تونسي
فهد بن عبد الله تونسي، مستشار بالديوان الملكي السعودي بمرتبة وزير، ورئيس مجلس إدارة المركز الوطني لقياس أداء الأجهزة العامة منذ 17 مايو 2022 ورئيس مجلس إدارة الهيئة السعودية للبحر الأحمر من 17 أغسطس 2025، يتولى مسؤولية العديد من مشاريع التحول الهيكلية والتأسيسية في المملكة العربية السعودية. كما يقوم بدور محوري في إنشاء وتنفيذ مبادرات ومهام مختلفة في قطاعات متنوعة.

## التعليم
حصل تونسي على درجة الدكتوراه في الاقتصاد المالي من كلية كينجز في لندن، ودرجة الماجستير في إدارة الأعمال الدولية من كلية بيركبيك في جامعة لندن، كما يحمل درجة البكالوريوس في هندسة الإنتاج وتصميم النظم الميكانيكية من جامعة الملك عبد العزيز بجدة.

## المسيرة المهنية
يشرف تونسي على مبادرات التخطيط والحوكمة والتنفيذ والإنجاز الرئيسية في إطار برنامج التحول الاجتماعي والاقتصادي الذي تشهده المملكة العربية السعودية "رؤية 2030". ويشارك في عدة لجان ضمن مجلس الشؤون الاقتصادية والتنمية، بالإضافة إلى عضويته في عدة مجالس ولجان لبعض المشاريع الرئيسية لصندوق الاستثمارات العامة، إضافة إلى العديد من الهيئات الملكية والجهات الحكومية الأخرى.
وفي عام 2020، تقلّد تونسي منصب الأمين العام للأمانة السعودية لمجموعة العشرين حيث ساهم بدعم من القيادة بتعزيز دور المملكة دولياً خلال سنة رئاسة المملكة للمجموعة. قبل انضمامه للعمل في القطاع الحكومي، عمل تونسي في شركة استشارية عالمية وأدار عددًا من المشاريع المسؤولة عن إعادة الهيكلة للمؤسسات وحوكمة المنظمات والقواعد الداخلية للشركات والبنوك في مختلف أنحاء الشرق الأوسط.

## العضويات
- عضو وأمين اللجنة الاستراتيجية لمجلس الشؤون الاقتصادية والتنمية
- عضو اللجنة الدائمة لمجلس الشؤون الاقتصادية والتنمية
- عضو وأمين مجلس إدارة شركة نيوم
- عضو وأمين مجلس إدارة شركة البحر الأحمر للتطوير
- عضو وأمين اللجنة العليا للبحث والتطوير والابتكار
- عضو وأمين مجلس إدارة محمية الأمير محمد بن سلمان
- عضو وأمين اللجنة العليا لاستدامة البحر الأحمر وخليج عدن
- عضو مجلس إدارة شركة روشن
- عضو مجلس إدارة الهيئة الملكية لتطوير مدينة مكة والمشاعر المقدسة
- عضو مجلس إدارة الهيئة الملكية لمحافظة العلا
- عضو مجلس إدارة صندوق التنمية الوطني
- عضو مجلس إدارة الاتحاد السعودي للملاحة الشراعية
- عضو مجلس إدارة هيئة المدن والمناطق الاقتصادية الخاصة
- عضو مجلس إدارة مركز تنمية الإيرادات غير النفطية
- عضو مجلس إدارة المحميات الملكية
- عضو اللجنة العليا للنقل والخدمات اللوجستية
- عضو مجلس إدارة مركز التنمية المناطقية[4]

## الخبرات
- تطوير آليات الحوكمة للجهات الحكومية والخاصة.
- تطوير ومتابعة عمليات التخطيط الاستراتيجي وتنفيذ المبادرات الخاصة بها.
- إدارة المشاريع التحولية والهيكلية في الجهات الحكومية والخاصة.
- إدارة الأمانات والمجالس واللجان.
- إدارة المخاطر والامتثال للجهات الحكومية والخاصة. [5]